# Tegs Sportklubb
O Tegs Sportklubb, ou simplesmente Tegs SK, é um clube de futebol da Suécia fundado em 1898. Sua sede fica localizada em Umeå.